# Domenico del Barbieri
Domenico del Barbieri, indicato anche come Domenico del Barbiere e conosciuto in Francia come Dominique Florentin (Firenze, 1506 circa – 1570 circa), è stato uno scultore italiano, attivo a Firenze e in Francia.
Poco dopo entrò in uno studio di artisti italiani che lavoravano con Primaticcio e Rosso Fiorentino a Fontainebleau e Meudon; in quest'ambito lavorò sia a stucchi che ad affreschi, oltre che come incisore. Nel 1541, fece ritorno a Troyes, dove ebbe numerose commissioni e notevole successo come scultore, soprattutto per committenze ecclesiastiche. Il suo stile di scultura mostrava caratteristiche manieriste e l'influenza di Andrea Sansovino, in particolare per la testa ed il panneggio. La sua Carità, presso San Pantaléon a Troyes, suggerisce che del Barbieri era consapevole dello stile contrapposto di Michelangelo. L'intervento effettuato sulla tomba di Claudio, duca di Guisa († 1550) rivela la possibile influenza di Francesco Salviati, oltre che di Rosso Fiorentino. Sotto la direzione del Primaticcio, del Barbieri eseguì la base per il monumento per il cuore di Enrico II di Francia, le figure del quale furono scolpite da Germain Pilon. Quest'ultimo, nei drappi fluenti delle figure delle tre grazie, potrebbe essere stato influenzato dall'opera di del Barberi.